# 図書目録

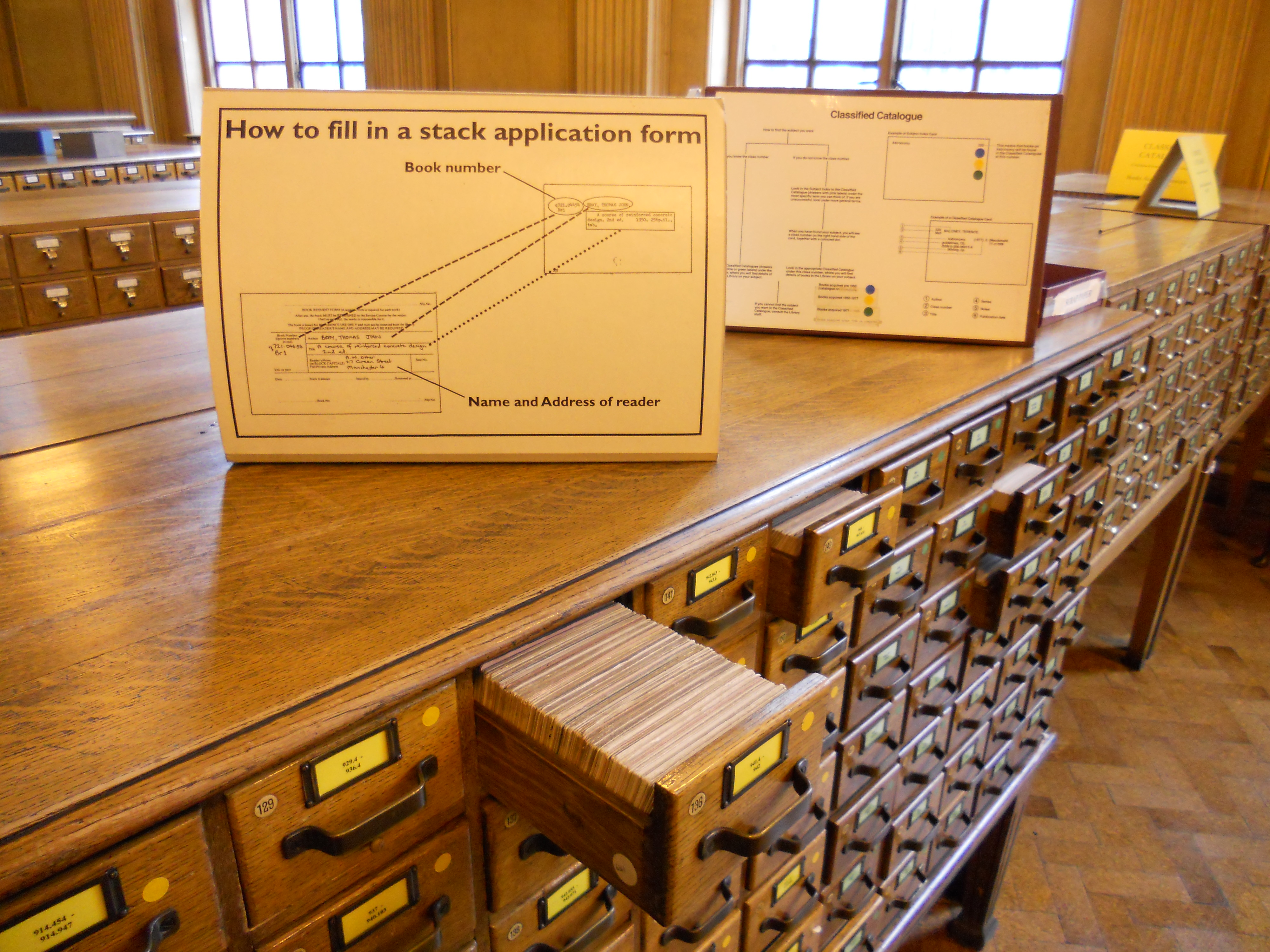
マンチェスター中央図書館のカード目録（2010年）

図書目録（としょもくろく）とは、複数図書の書誌情報などをまとめた目録であり、主として以下のものがある。
1. 一つの図書館（または図書館同様の施設や個人も含む）が収蔵している図書の目録。蔵書目録ともいう。
2. 一つの出版社（または複数の出版社で構成される団体）が出版している図書の目録。出版物目録ともいう。例えば分野別図書目録、歴史図書総目録、仏教書総目録など。
3. 特定の事柄について書かれている、または特定の事柄を調べるのに役立つ図書の目録。参考文献目録ともいう。

本項では1の目録について取り扱う。

## 概説
図書目録（英: library catalog）は、一つの図書館が収蔵している全図書の書誌項目を記録したもの。書目（しょもく）と略されることもある。ここにいう書誌項目とは、図書（紙の本）に限らずあらゆる情報実体（例えばデータファイル、AV資料、絵画、実物教材、地図など）、および図書資料の詳細（例えばアンソロジー内の小説）、図書資料のグループ（例えば三部作）を含む。さらに、適切と判断された場合には目録学外へのリンク（例えばウェブページ）も含む。なお、一つの図書館ではなく複数の図書館全体（例えば地域ごとの図書館ネットワークなど）の図書目録もあり、その場合は総合目録と呼ばれる。

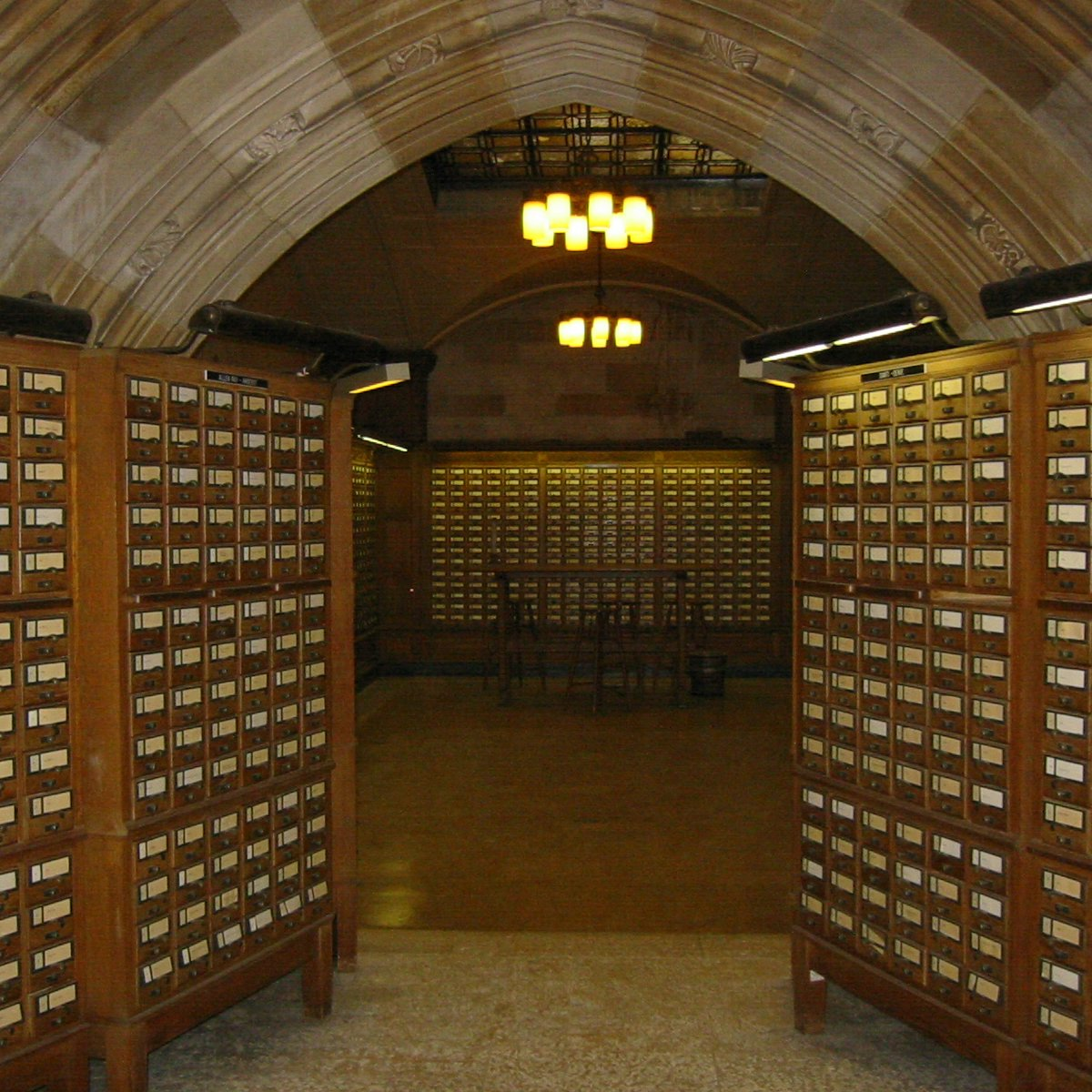
イェール大学の Sterling Memorial Library (SML) にあるカード目録

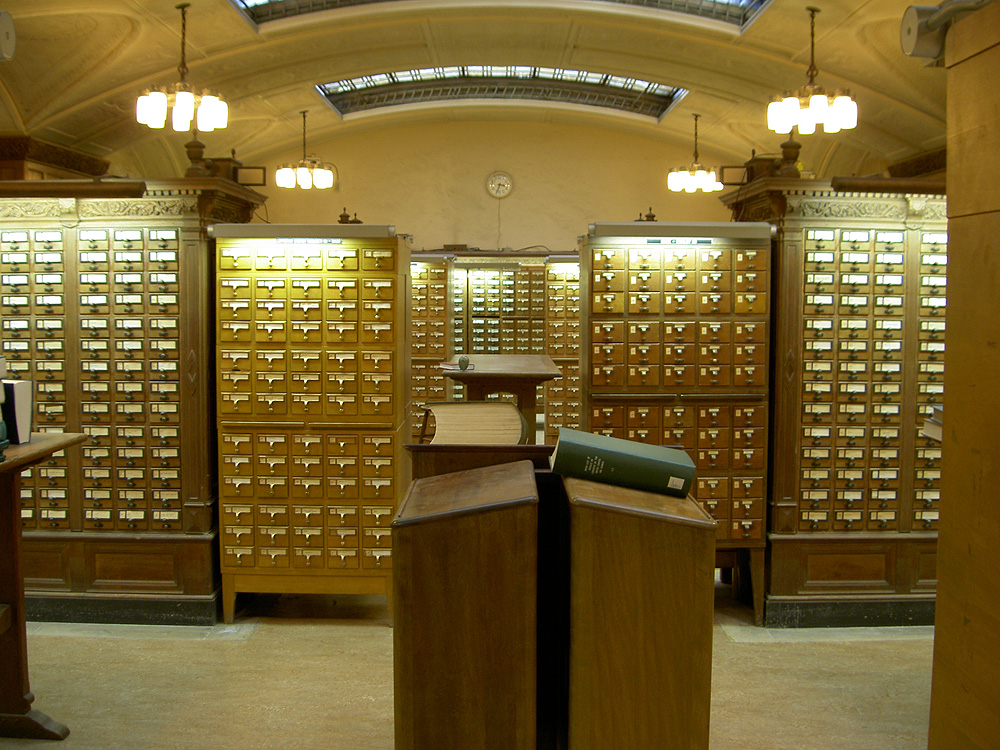
SMLのカード目録を別の角度から撮影した写真

形態としては、カード目録 (card catalog) が20世紀にはよく見られたが、21世紀にはコンピュータ技術の発達によりオンライン目録 (OPAC; online public access catalog) に置き換えられている。OPACを備えた図書館でもカード目録を保持しているところもあるが、二次的なものとされ滅多に更新されない。カード目録を保持している場合は、更新した最新年を掲示していることが多い。OPACを導入してカード目録を廃止した図書館もあり、それによって空いたスペースが有効活用される。

## 図書目録の目的
チャールズ・エイミー・カッターは1876年、『辞書体目録規則』の中で初めて書誌体系の目的を明文化した。カッターによれば、その目的は以下の通りである。
1. 以下のいずれかが分かっている書籍を探せるようにする（識別目的）
  - 著者名
  - 書名
  - 主題
2. その図書館が、以下の観点で所蔵しているものを示す（配列目的）
  - 著者名
  - 主題
  - 種類
3. 書籍を選ぶ際の補助とする（評価目的）
  - 版によって選ぶ（書誌学的選択）
  - 特徴によって選ぶ（文学的・トピック的選択）

これらの目的は最近の定義でも同様に認識されており、20世紀を通して一貫していた。1960/61年、カッターの示した目的はルベツキーとパリの目録原則国際会議 (ICCP) が改定した。1998年には、図書目録の目標と機能について書誌レコードの機能要件 (FRBR) を使って定義する試みが行われ、その中で利用者の4つの行動（発見、識別、選択、入手）を定義した。

## 種類
図書目録には以下のような種類のものが存在する。
著者目録
著者または編集者名でソートされた目録
書名目録
書名（または題名）でソートされた目録
辞書体目録
著者名、書名、主題、シリーズ名などを全て並べたものでソートした目録。英米のカード目録は基本的にここに分類されるものが主流だった。
キーワード目録
なんらかのキーワードでソートされた目録
分類目録
体系化された分類にしたがってソートされた目録
書架目録
書架に並んでいる順序でソートした目録。図書館の業務で使用する。
図書目録はその目的・機能により蔵書目録・著述目録・解題目録・善本目録・分類目録・主題目録・叢書目録・出版目録・販売目録・舶載目録・現存目録・指導目録など、数多くの名称が付けられている。

## 歴史

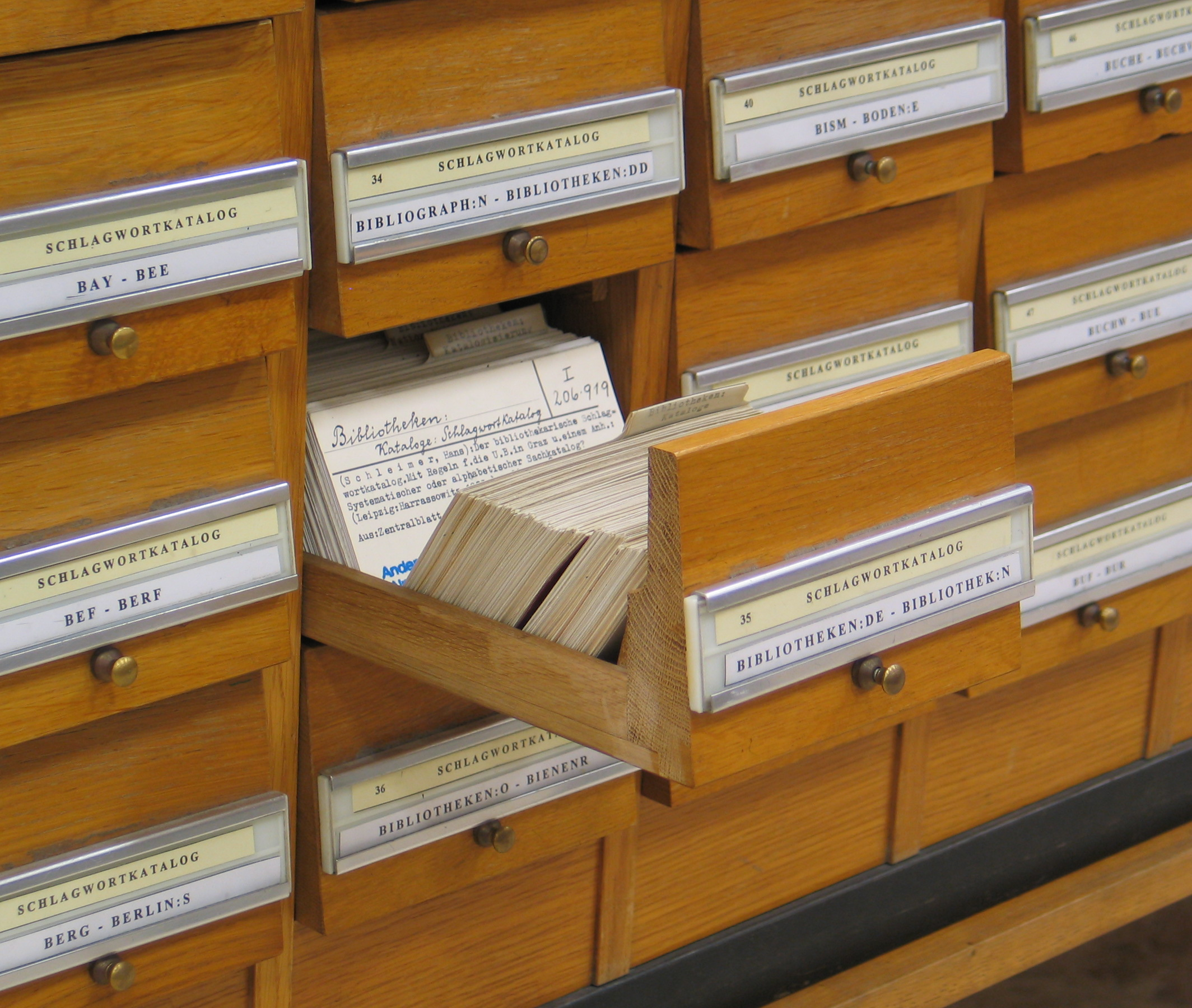
グラーツ大学図書館のカード目録

西洋における図書目録の起源は写本の一覧表であり、版型順に並べたり、著者名を大まかなアルファベット順に並べたものだった。印刷された目録を「辞書体目録」(dictionary catalog) などと呼び、その図書館外の学者らは目録を見て内容を想像した。新たな書籍の情報を追加できるように空白ページを挟んだものや、書類ばさみ方式で紙を新たに挟めるようにしたものなどがあった。また、ブリキ缶に紙を綴じずに入れる場合もあった。カード目録が登場したのは19世紀であり、これによって柔軟性が増し、20世紀末にはOPACが開発された（後述）。西洋の図書目録の歴史については、Strout（1956）をはじめ、多くの研究がある。
- 紀元前3世紀、アレクサンドリア図書館のカリマコスによって『ピナケス』が作られた[5]。
- 9世紀、ドイツのロルシュ修道院で大規模な図書目録が作られた[6]。
- 9世紀ごろ、イスラム圏の知恵の館などの図書館で図書目録が発達し、ジャンルやカテゴリで書籍を分類していた[7]。
- 10世紀、バグダードの書籍商イブン・ナディームによって『フィフリスト』が作られた。
- 1595年、ライデン大学の図書館（ライデン大学図書館（英語版））が、世界で初めて印刷物としての図書館目録 Nomenclator を発行した[8]。
- 1674年、オックスフォード大学のボドリアン図書館のトーマス・ハイドの図書館目録。
- 19世紀中期、大英博物館図書館のアントニオ・パニッツィが「近代目録法の始祖」となる[9]。

### 東アジア

#### 日本
日本における書目は、748年（天平20年）の『写経疏目録』をはじめとする、仏教書の目録（経録）の作成に出発した。のちに天台僧・安然がこれらの目録を集成している。最澄・空海ら唐に留学した8名の僧侶が日本に持ち帰った経典や宝物などの目録は『入唐八家請来目録』と称せられた。続いて一般書の目録も作成され、漢籍の目録としては藤原佐世が作成したとされる『日本国見在書目録』が、一方で、国書（日本の書籍）の目録としては13世紀末に作成されたとされる編者不明の『本朝書籍目録』が、現存最古の目録とされている。江戸時代になると、書籍そのものの刊行が盛んになるとともに、刊行された書籍に関する目録に対する需要が増えて、多数の書籍目録が刊行された。ただ、国書の目録に関しては明治に至るまで標準的な図書分類法が完成しなかったため、各目録とも独自の主題に基づいた分類法を採用した。統一した図書分類法作成の動きが登場するのは近代に入ってからとなる。

#### 中国
中国では、「目録学」と呼ばれる学問が形成されるほどの伝統があり、その始まりは、漢の劉向・劉歆父子による朝廷の蔵書目録『七略』に遡る。その『七略』を受け継いで、後世の正史のいくつかは、その時代の図書目録を収録している（『漢書』芸文志、『隋書』経籍志など）。晋の荀勗が作った『中経新簿』では四部分類法が採用され、以降長く中国における図書分類法の基本となった。四部分類法によって官民ともに多くの図書目録が作成され、なかでも、清の官撰解題目録である『欽定四庫全書総目提要』は、200巻に及ぶ大規模な図書目録となった。

## 目録作成の規則
目録作成は一般に複数の人間がチームを結成したり、時間を置いて定期的に行うため、一貫性を保持するための規則が必要である。利用者が目録から特定の項目を探すことができ、項目内のデータを一意に解釈できなければならない。目録作成規則には以下のような要素がある。
- 書誌情報のうち、どのような情報を目録の項目に含めるか
- 目録カードなどにそれら情報をどのように記述するか
- 項目をソートする方式

蔵書が多ければ多いほど、規則の詳細化が必要になる。利用者は1つの書籍を探すのに、数百や数十の項目を見比べるといったことはできないし、しないものである。
現在、目録作成規則は国際標準書誌記述 (ISBD) に基づいているか、それに準ずる規則を採用していることが多い。ISBDは 国際図書館連盟 (IFLA) が図書館の所蔵する各種資料に対応できるよう策定したものである。この規則では項目に次のような内容を含める。タイトルと責任表示（著者または編集者）、版表示、資料の形態（例えば、地図ならその縮尺）、出版関連情報（出版者、出版年など）、物理的詳細（例えばページ数）、シリーズ、注記、識別子（ISBN）である。英米でよく採用されている目録作成規則は『英米目録規則 第2版』(AACR2) である。ドイツ語圏では Regeln für die alphabetische Katalogisierung (RAK)、日本語圏では『日本目録規則』(NCR) がある。AACR2は多くの言語に翻訳され、世界中で採用されている。AACR2は「記述目録法」に関する規則であり、「主題目録法」（分類目録）は扱わない。
外国語の書籍などは、目録上はその国の文字で翻字されていることがある。

### ソート
書名目録の場合、次の2種類のソート順が存在する。
- 「文法」的ソート順（古い目録に多い）は、書名（タイトル）の最重要単語をソートキーにする。単語の重要性は文法規則から決定する。例えば、最初の名詞が最も重要な単語とされるなどである（英語などでは、冠詞がタイトルの先頭に来ることが多いためと思われる）。
- 「機械」的ソート順は、書名の先頭からソートする。新しい目録ではこの方式が多いが、文法的ソート順を踏襲し、先頭の定冠詞を除くなどの規則を設けている場合もある。

文法的ソート順の利点として、書名の最重要単語がキーワードとしても優れており、利用者が書名をおぼろげにしか覚えていない場合でも、その単語だけは覚えている可能性が高い。しかし、様々な規則を知っていないと書名のどの単語でソートされているかがわかりにくく、司書の世話にならないと書籍を探せないことがある。
目録によっては、個人名の標準化を行っている。すなわち、人名を実際に個々の書籍などに書かれている形式ではなく、標準化した形式でソートしている。この標準化の過程を名前典拠などと呼ぶ。名前典拠の利点は、特定著者についての所蔵作品一覧が容易に得られる点である。一方で実際に書かれている人名が標準化した人名と異なる場合、特定の書籍などを探すという目的では扱いにくい。目録作成者にとっては、Smith, J. が Smith, John なのか Smith, Jack なのかをいちいち確認する必要があるという意味で煩雑になる。
ものによっては書名も標準化される。これを専門用語では「統一表題」(uniform title) と呼ぶ。例えば、翻訳したものや改版したものは、オリジナルの書名でソートされることがある。多くの目録では、聖書の一部は統一表題でソートされる。シェークスピアの戯曲も「統一表題」を使うことが多い。
アルファベット順のソートには様々な複雑な問題がある。例えば、
- 目録の言語と対象となる書籍などの言語が異なる場合、アルファベット順も異なることがある。例えば、オランダ語の目録では IJ を Y としてソートする。英語の目録でもオランダ語の書籍は同様にソートすべきだろうか? また、オランダ語の目録で他の言語の書籍を目録化する場合はどうすべきだろうか?
- 番号で始まる書名もある。例えば、『2001年宇宙の旅』である。これは、数字としてソートすべきか、それとも読み（にせんいちねん…）でソートすべきだろうか?
- de Balzac, Honoré か、それとも Balzac, Honoré de か? Ortega y Gasset, José か、それとも Gasset, José Ortega y か?

分類目録では、使用する図書分類法体系を決定する必要がある。目録作成者は書誌項目に対して適切な分類を選択し、一意の分類番号を付与し、その番号を識別だけでなく書架のどの位置に置くかといった面でも利用し、図書館利用者が閲覧する際の助けとし、セレンディピティの利点を得られるようにする。

## オンライン目録
オンライン目録（OPAC）は、1960年代に生まれた機械可読目録 (MARC) によって可能になったもので、目録の可用性を劇的に改善した。MARCではAACR2などの形式的目録作成規則だけでなく、MARC固有の規則も採用しており、アメリカ議会図書館、国立国会図書館、OCLCなどが提示している。MARCは元々は物理的な目録カードの作成を自動化する目的で使われていた。現在では、MARC形式のコンピュータファイルを直接参照して検索できる。OPACは従来の目録カードに比べて、以下の点で優れている。
- オンライン目録は事前にソートしておく必要がない。利用者は、著者名、書名、キーワード、分類などを指定してその場でソートできる。
- 多くの場合、書名の一部だけで検索できる機能がある。
- 著者名のバリエーションにリンクを張ることができるものもある。したがって、厳密な著者名と標準名のどちらからでも検索できる。
- 紙を介する必要がないため、身体障害者（視覚障害者、車椅子使用者など）にもアクセスしやすい。